# 陈可冀
陈可冀（1930年9月—），男，福建福州人，中国中西医结合专家，中国科学院院士。主攻老年医学和心血管病，以及对清宫医案的整理。著有《清宫医案集成》《清宫膏方精华》。

## 生平
陈可冀于1954年毕业于福建医学院。此后留校任内科助教、内科医师。1956年进入新成立的中国中医研究院，历任医师、主治医师、副研究员、研究员等。1960年代起担任中国中医研究院西苑医院心血管病研究室主任、老年医学研究室主任、清宫医案研究室主任，西苑医院副院长等职。
1986年6月，中国科学技术协会第三次全国代表大会在北京召开，选举产生第三届全国委员会。6月28日，第三届全国委员会第一次会议召开，当选常务委员。1980年代基于生脉散发明生脉注射液。
1991年当选中国科学院学部委员（院士）。2001年6月，中国科学技术协会第六次全国代表大会召开，出任第六届全国委员会荣誉委员。

## 社会兼职
曾任中国中西医结合学会会长、中华老年医学会副理事长、世界卫生组织传统医学专家咨询团顾问、全国政协委员、杭州市红十字会医院名誉院长等。

### 訪談/演講錄
- 傳統與現代共同輝煌: 充分應用現代科學技術推進中西醫學的彙聚 （页面存档备份，存于） 主講：陳可冀，主辦：香港浸會大學中醫藥學院 2012/05/24